# Godehard Link
Godehard Link (* 7. Juli 1944 in Eickelborn) ist ein deutscher Philosoph und emeritierter Professor für Logik und Wissenschaftstheorie an der Ludwig-Maximilians-Universität München.  

## Leben
Nach dem Studium der Mathematik, das er mit dem Diplom abschloss, promovierte er 1974 in Philosophie. 1978 habilitierte er an der Ludwig-Maximilians-Universität München. Dort wurde er 1980 Professor für Logik und Wissenschaftstheorie.

## Forschung und Lehre
Er war 1995 bis 2001 Sprecher des interdisziplinären Graduiertenkollegs Sprache, Information, Logik (SIL).
1995 bis 1999 leitete er das Forschungsprojekt Ontologische Reduktion im Lichte metamathematischer Methoden und seit 2001 zusammen mit Menso Folkerts das Forschungsprojekt Geschichte der Beweistheorie.
2001 organisierte er die Internationale Konferenz One Hundred Years of Russell’s Paradox vom 2. bis zum 5. Juni 2001 in München.
Im Rahmen des Projektes Formale Strukturen und Kognition, das in Zusammenarbeit mit dem Parmenides Center for the Study of Thinking und dem Humanwissenschaftlichen Zentrum der LMU durchgeführt wurde, übernahm er 2002 und 2003 die Durchführung von Workshops über das Thema „logic and philosophy of science“.
Von 2004 bis 2008 war er Prodekan der Fakultät für Philosophie, Wissenschaftstheorie und Religionswissenschaft an der LMU.

## Werke
- Algebraic semantics in language and philosophy. Center for the Study of Language and Information, Stanford, Calif. 1998
- Collegium Logicum 2. Logische Grundlagen der Philosophie und der Wissenschaften. Mentis, 2014, ISBN 978-3-89785-691-2.
- Collegium Logicum 1. Mentis, 2009, ISBN 978-3-89785-690-5.
- One hundred years of Russell's paradox. de Gruyter, Berlin 2004, ISBN 3-11-017438-3.
- First order axioms for the logic of plurality. CIS, München 1991.
- Montague-Grammatik: d. log. Grundlagen. Fink, München 1979, ISBN 3-7705-1558-7.
- Intensionale Semantik. Fink, München 1976, ISBN 3-7705-1304-5 (Zugl.: München, Univ., Diss.).